# Polyptychopsis auriguttatus
Polyptychopsis auriguttatus är en fjärilsart som beskrevs av Gehlen. 1934. Polyptychopsis auriguttatus ingår i släktet Polyptychopsis och familjen svärmare. Inga underarter finns listade i Catalogue of Life.